# Cornelii Lentuli
Les Cornelii Lentuli sont des patriciens romains membres d'une branche de la gens des Cornelii. Ils apparaissent au IVe siècle av. J.-C. et occupent des magistratures jusque pendant l'Empire. Leur état patricien indique une filiation (difficile à établir précisément) avec les Maluginenses et les Cossi. Ils partagent, avec ces deux branches, ainsi que les Scipions, les Dolabellae, les Cethegi, les Sullae et les Cinnae, un même ancêtre commun.

## Origine
Pour certains, Lentulus serait un nom étrusque. Pour d'autres (dont Pline l'Ancien), Lentulus dériverait de lentes (« lentilles ») et aurait été attribué à cette branche parce qu'ils « excellaient » dans la culture de cette plante. Il pourrait aussi provenir de lentus signifiant « souple, flexible » ou « tenace » ou « lent, indolent » ou encore « impassible ». Cicéron utilisa le mot Lentulitas (« la Lentulité ») pour désigner l'attitude de la très haute aristocratie romaine (il utilisera aussi celui d'Appietas, venant de « Appius », prénom traditionnel de la gens patricienne des Claudii).
Le nom de Lentulus apparaît pour la première fois dans les fastes consulaires en 327 av. J.-C. avec Lucius Cornelius Lentulus.

## Disparition
De toutes les gentes maiores (les plus illustres gentes patriciennes de la République), les Cornelii survivent le plus longtemps. En effet, les Fabii patriciens disparaissent des fastes en 34, les Aemilii s'éteignent en 39, les Claudii en 68 et les liens des Valerii postérieurs aux Julio-Claudiens avec les Valerii patriciens sont contestés. Les Cornelii disparaissent des fastes consulaires sous Marc Aurèle, avec Servius Cornelius Scipio Salvidienus Orfitus, consul en 178, descendant des Lentuli et des Scipions. Il est le dernier représentant du patriciat républicain ancestral et met fin à l'existence d'une famille ayant pour la première fois exercé le consulat 663 ans plus tôt.

## LesCornelii Lentuli Marcellini
Les Lentuli, patriciens et nobles, prennent presque tous part aux guerres civiles dans le camp des optimates contre les imperatores populares (Marius, César, etc.) ainsi que presque toutes les autres branches des Cornelii.
Les Cethegi et les Scipiones s'éteignent. Les Dolabellae, en raison de leur alliance avec Jules César, les Sullae, en raison de leur récent prestige et les Cinnae, descendant de l'allié de Caius Marius, Lucius Cornelius Cinna, survivent.
De toutes les branches des Lentuli, seuls survivent les Lentuli Marcellini, issus de Publius Cornelius Lentulus, fils de Marcus Claudius Marcellus, préteur en 137 av. J.-C., adopté par Publius Cornelius Lentulus (le fils de Lucius Cornelius Lentulus Lupus, consul en 156 av. J.-C., censeur en 147 av. J.-C. et princeps senatus de 130 à 126 av. J.-C.). Il épouse Cornelia, fille de Publius Cornelius Scipio Nasica Serapio, consul en 111 av. J.-C., ce qui permet aux Lentuli Marcellini, après l'extinction des Scipiones, de récupérer leur héritage et leur nom. Les Lentuli Marcellini prennent ainsi le nom de toutes les branches disparues de la gens. On voit ainsi, sous Auguste, trois frères nommés Publius Cornelius Lentulus Scipio, consul suffect en 2, Servius Cornelius Lentulus Maluginensis, consul suffect en 10 et flamine de Jupiter et Cossus Cornelius Lentulus, consul en 1 av. J.-C. Lentulus Maluginensis nomma l'un de ses fils Servius Cornelius Lentulus Cethegus, du nom d'une autre branche disparue de la gens.

## Liste des Cornelii Lentuli
- Lucius Cornelius Lentulus, consul en 327 av. J.-C. et dictateur en 320 av. J.-C. ;
- Cnaeus Cornelius Lentulus ;
  - Servius Cornelius Cn.f. Cn.n., fils du précédent, consul en 303 av. J.-C. ;
- Servius Cornelius Lentulus
  - Tiberius Cornelius Lentulus
    - Lucius Cornelius Ti.f. Ser.n. Lentulus Caudinus, fils du précédent, consul en 275 av. J.-C. ;
      - Publius Cornelius Lentulus Caudinus, fils du précédent, consul en 236 av. J.-C.
        - Lucius Cornelius Lentulus, préteur en 210 av. J.-C. ;
        - Publius Cornelius Lentulus, préteur en 214 av. J.-C. ;

      - Lucius Cornelius L.f. Ti.n. Lentulus Caudinus, consul en 237 av. J.-C. et censeur en 236 av. J.-C. ;
        - Publius Cornelius Lentulus Caudinus, vraisemblablement fils du précédent, préteur en 203 av. J.-C. ;
        - Servius Cornelius Lentulus, édile curule en 207 av. J.-C.
          - Servius Cornelius Lentulus, préteur en 169 av. J.-C.
            - Lucius Cornelius Ser.f. Ser.n. Lentulus préteur en 140 av. J.-C.
            - Servius Cornelius Ser.f. Lentulus, préteur en 146 av. J.-C.
              - Lucius Cornelius Ser.f. Lentulus, questeur en 102 av. J.-C.

        - Lucius Cornelius L.f L.n. Lentulus, consul en 199 av. J.-C. ;
          - Publius Cornelius L.f. L.n. Lentulus, fils du précédent, consul suffect en 162 av. J.-C. ;
            - Publius Cornelius P.f. Lentulus, flamine en 169 av. J.-C.
              - Publius Cornelius Lentulus
                - Publius Cornelius P.f. P.n. Sura, consul en 71 av. J.-C.

            - Lucius Cornelius Lentulus (de), consul en 130 av. J.-C. ;
              - Lucius Cornelius L.f. Lentulus, préteur en 90 av. J.-C.
                - Lucius Cornelius Lentulus Niger, préteur en 61 av. J.-C. ;
                  - Publius Cornelius L.f. Lentulus
                  - Lucius Cornelius L.f. Lentulus, consul suffect en 38 av. J.-C. ;
                    - Cnaeus Cornelius L.f. Lentulus, consul en 18 av. J.-C. ;
                    - Lucius Cornelius L.f. Lentulus, consul en 3 av. J.-C., flamine de Mars ;

              - Publius Cornelius Lentulus
                - Publius Cornelius P.f. L.n. Lentulus Spinther, consul en 57 av. J.-C. ;
                  - Publius Cornelius P.f. P.n. Lentulus Spinther, questeur en 44 av. J.-C.

                - Lucius Cornelius Lentulus Crus, consul en 49 av. J.-C. ;
                  - Publius Cornelius L.f. Lentulus Cruscellio

              - Cnaeus Cornelius Lentulus
                - Cnaeus Cornelius Cn.f. L.n. Lentulus Clodianus, fils adoptif du précédent, consul en 72 av. J.-C. et censeur en 70 av. J.-C. ;
                  - Cnaeus Cornelius Lentulus Clodianus, préteur en 59 av. J.-C.
                    - Cnaeus Cornelius Lentulus, préteur en 35 av. J.-C.

        - Cnaeus Cornelius L.f. L.n. Lentulus, consul en 201 av. J.-C. ;
          - Lucius Cornelius Cn.f. L.n. Lentulus Lupus, fils du précédent, consul en 156 av. J.-C. et censeur en 147 av. J.-C. ; ;
          - Cnaeus Cornelius Lentulus, consul en 146 av. J.-C. ;
            - Cnaeus Cornelius Lentulus, préteur en 137 av. J.-C.
              - Cnaeus Cornelius Lentulus, consul en 97 av. J.-C. ;
                -                   - Publius Cornelius Lentulus Dolabella, issu des Dolabella, adopté par Vatia pour passer à la plèbe. Consul suffect en 44 av. J.-C.

            - Publius Cornelius Lentulus
              - Publius Cornelius Mar.f. Lentulus, triumvir monétaire en 101 av. J.-C., né Claudius Marcellus, adopté par le précédent. Il épouse Cornelia, issue des Scipions.
                - Publius Cornelius P.f. Lentulus Marcellinus, questeur en 74 av. J.-C.
                - Cnaeus Cornelius Lentulus Marcellinus, consul en 56 av. J.-C. ;
                  - Publius Cornelius Cn.f. P.n. Lentulus Marcellinus, questeur en 48 av. J.-C.
                    - Publius Cornelius Lentulus Marcellinus, consul en 18 av. J.-C. ;

                  - Cneius Cornelius Lentulus
                    - Cnaeus Cornelius Cn.f. Cn.n. Lentulus Augur, consul en 14 av. J.-C. ;
                      - Cnaeus Cornelius Cn.f. Cn.n. Lentulus Cossus, consul en 1 av. J.-C. ;
                        - Cossus Cornelius Lentulus, consul en 25 ;
                          - Cossus Cornelius Lentulus, consul en 60 ;

                        - Gnaeus Cornelius Lentulus Gaetulicus, consul en 26 ;
                          - Cnaeus Cornelius Lentulus Gaetulicus, consul suffect en 55 ;

                      - Publius Cornelius Lentulus Scipio, consul suffect en 2
                        - Publius Cornelius Lentulus Scipio, consul suffect en 24
                          - Publius Cornelius Lentulus Scipio, demi-frère de Poppée, consul en 56 ;
                          - Publius Cornelius Scipio Asiaticus, frère du consul de 56, consul suffect en 68 ;

                        - Lucius Cornelius Lentulus Scipio, consul suffect en 27 ;

                      - Servius Cornelius Lentulus Maluginensis, consul suffect en 10 et flamine de Jupiter ;
                        - Servius Cornelius Lentulus Maluginensis, flamine de Jupiter en 23 ;
                        - Servius Cornelius Lentulus Cethegus, consul en 24 ;
                          - Servius Cornelius Salvidienus Orfitus, fils de Cethegus, consul en 51 ;
                            -                               - Servius Cornelius Salvidienus Orfitus, petit-fils du précédent, consul en 110 ;
                                - Servius Cornelius Scipio Lucius Salvidienus Orfitus, petit-fils du précédent, consul en 149 ;
                                  - Servius Cornelius Salvidienus Orfitus, petit-fils du précédent, consul en 178.

## Pour approfondir